# Fizyk

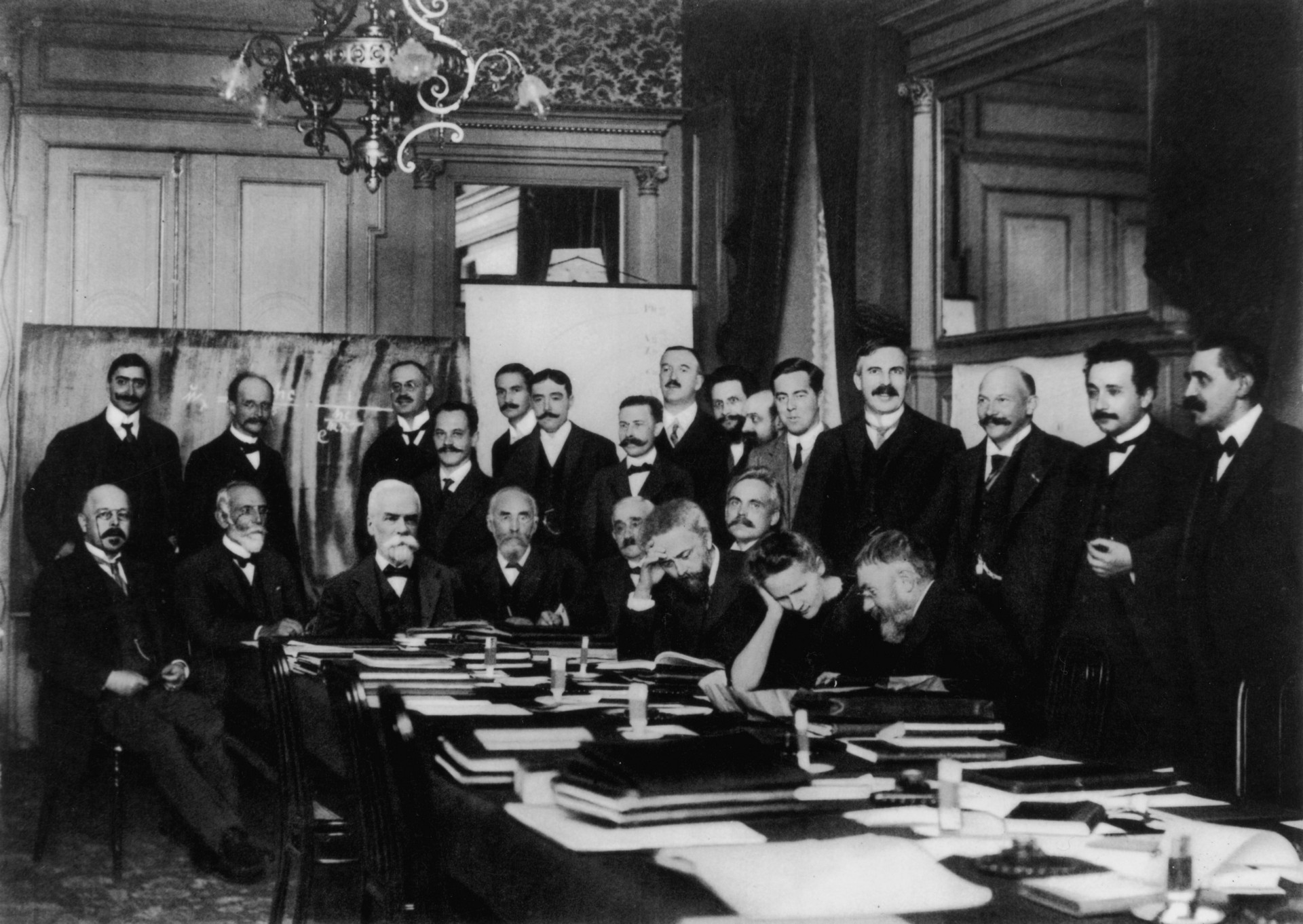
Uczestnicy pierwszego Kongresu Solvaya w 1911 roku
Siedzą od lewej do prawej: W. Nernst, M. Brillouin, E. Solvay, H. Lorentz, E. Warburg, J.B. Perrin, W. Wien, M. Skłodowska-Curie, H. Poincaré
Stoją od lewej do prawej: R. Goldschmidt, M. Planck, H. Rubens, A. Sommerfeld, F. Lindemann, M. de Broglie, M. Knudsen, F. Hasenöhrl, G. Hostelet, É. Herzen, J.H. Jeans, E. Rutherford, H. Kamerlingh Onnes, A. Einstein, P. Langevin

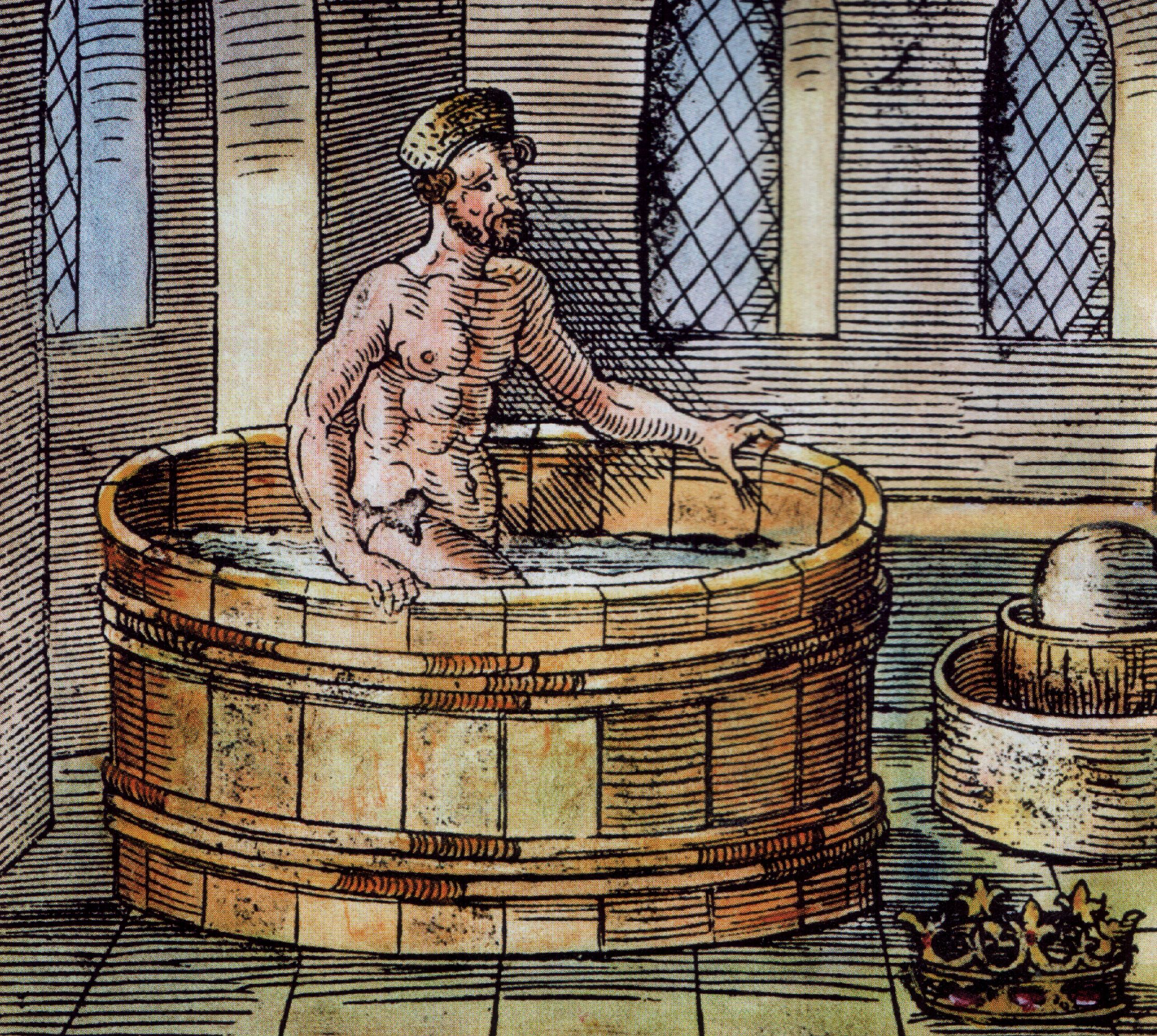
Archimedes z Syrakuz – jeden z pierwszych poświadczonych fizyków

Fizyk – uczony rozwijający fizykę lub nauczyciel tej dziedziny nauki. Fizycy-naukowcy badają materię i zjawiska zachodzące w naturze. Pojęcie to czasem obejmuje astronomów.
Fizyk naukowiec bada i wyjaśnia zjawiska oraz procesy zachodzące we Wszechświecie, od mikroświata po kosmos. Prowadzi badania naukowe, których celem jest poznanie podstawowych praw fizyki i stosowanie wyników tych badań w praktyce, na przykład przy konstruowaniu urządzeń. Fizyk odkrywa związki i zależności między zdarzeniami i zjawiskami fizycznymi oraz opisuje je za pomocą aparatu matematycznego.
Fizyk nauczyciel prowadzi zajęcia z uczniami lub studentami, przekazując im wiedzę z zakresu praw fizyki.
Fizycy zatrudnieni przez wyższe uczelnie często łączą obie funkcje – naukowca i dydaktyka. Docelowym miejscem pracy fizyka są uczelnie i szkoły, laboratoria i placówki badawcze oraz przemysł.

## Zróżnicowanie
Główne specjalności fizyków to:
- fizyka doświadczalna – domeną fizyki doświadczalnej są głównie obserwacje i eksperymenty. Przed przystąpieniem do eksperymentów fizyk doświadczalny musi skonstruować i zbudować stanowisko pomiarowe. Wyniki doświadczeń mogą inspirować formułowanie teorii fizycznych, które są następnie akceptowane lub nie, w oparciu o obserwacje i eksperymenty[4].
- fizyka teoretyczna – domeną fizyki teoretycznej jest twórcze myślenie i wnioskowanie indukcyjne. Fizyk teoretyk poszukuje prawidłowości ukrytych w danych doświadczalnych, formułuje na ich podstawie wnioski, hipotezy, uogólnienia, nowe pojęcia i idee, modele i teorie, prawa i zasady;
- fizyka matematyczna – odpowiada na pytania matematyczne postawione przez teorie fizyczne, np. rozwiązuje ich równania.

Niektórzy fizycy działali na więcej niż jednym z tych frontów; przykłady to:
- Isaac Newton – przeprowadził znaczące doświadczenia w optyce, stworzył teoretyczne podstawy mechaniki klasycznej, model ciążenia oraz rozwiązał problem brachistochrony;
- Enrico Fermi – skonstruował pierwszy reaktor jądrowy oraz wytworzył nowe nuklidy, a jako teoretyk opisał oddziaływanie jądrowe słabe (teoria Fermiego).

W ramach tych specjalizacji fizyk wybiera bardziej szczegółowe specjalności, na przykład fizykę ciała stałego, fizykę medyczną, kosmologię fizyczną, fizykę jądrową.

## Wykształcenie
Do pracy w zawodzie fizyka zwykle wymagane jest wykształcenie wyższe w obszarze fizyki. Zdarzają się jednak fizycy bez takiego dyplomu, wykształceni w innych dziedzinach jak Roger Penrose (matematyka) i Michał Heller (filozofia); fizycy z tej grupy również bywają wybitni – w 2020 roku Penrose został noblistą. Studia z fizyki prowadzą zarówno uniwersytety, jak i politechniki; w Polsce w latach 20. XXI wieku było to kilkanaście uczelni:
- Akademia Górniczo-Hutnicza im. Stanisława Staszica w Krakowie (AGH)[5],
- Politechnika Gdańska (PG)[6],
- Politechnika Krakowska im. Tadeusza Kościuszki (PK)[7],
- Politechnika Poznańska (PP)[8],
- Politechnika Warszawska (PW)[9],
- Politechnika Wrocławska (PWr)[10],
- Uniwersytet Gdański (UG)[11],
- Uniwersytet im. Adama Mickiewicza w Poznaniu (UAM)[12],
- Uniwersytet Jagielloński (UJ)[13],
- Uniwersytet Kazimierza Wielkiego w Bydgoszczy (UKW)[14],
- Uniwersytet Mikołaja Kopernika w Toruniu (UMK)[15];
- Uniwersytet Warszawski (UW)[16],
- Uniwersytet Wrocławski (UWr)[17].

## Nagrody
Najwyższym wyróżnieniem naukowym dla fizyka jest Nagroda Nobla w dziedzinie fizyki, przyznawana corocznie od 1901 roku, przez Królewską Szwedzką Akademię Nauk, za „najważniejsze odkrycie lub wynalazek w dziedzinie fizyki”. Istnieją też dziesiątki innych nagrody dla fizyków; między innymi, według daty pierwszego przyznania:
- 1927: Medal Lorentza[20],
- 1929: Medal Maxa Plancka[21],
- 1951: Nagroda Alberta Einsteina,
- 1953: Medal Eddingtona,
- 1956: Nagroda Enrica Fermiego,
- 1959: Dannie Heineman Prize for Mathematical Physics,
- 1965: Medal Mariana Smoluchowskiego,
- 1970: William F. Meggers Award,
- 1978: Nagroda Wolfa w dziedzinie fizyki,
- 1980: Dannie Heineman Prize for Astrophysics,
- 1985: Nagroda Sakurai[22],
- 1985: Medal Diraca (ICTP),
- 1986: Nagroda Gentnera-Kastlera,
- 1986: Maria Goeppert-Mayer Award,
- 1987: Medal Diraca (IOP),
- 1997: Nagroda im. Mariana Mięsowicza,
- 1997: Nagroda Henriego Poincarégo,
- 2008: Medal Isaaca Newtona,
- 2012: Nagroda Fizyki Fundamentalnej[23].
- 2020: Nagroda im. Franka Wilczka.

Fizykom przyznaje się też nagrody wielodyscyplinarne jak:
- Medal Copleya,
- Medal Rumforda,
- Royal Medal,
- Medal Hughesa,
- National Medal of Science (USA),
- Nagroda Templetona,
- Nagroda Fundacji na rzecz Nauki Polskiej (FNP).

Fizyk Józef Rotblat otrzymał pokojową Nagrodę Nobla.

## Reprezentacja w kulturze
Życiorysy fizyków bywają inspiracją dla filmów fabularnych takich jak Teoria wszystkiego poświęcona Stephenowi Hawkingowi. Innym przykładem jest Oppenheimer, poświęcony Robertowi Oppenheimerowi. Powstały też seriale poświęcone fizykom fikcyjnym jak Teoria wielkiego podrywu (ang. The Big Bang Theory) i Młody Sheldon.

## Dawne znaczenie
- Terminem „fizyk” (z łac. physicus) określano w Polsce i w Niemczech od średniowiecza do drugiej połowy XIX wieku „lekarza miejskiego lub powiatowego” (pol. „fizyk miejski”, niem. Stadtphysicus)[potrzebny przypis].